# Codonopsis dicentrifolia
Codonopsis dicentrifolia là loài thực vật có hoa trong họ Hoa chuông. Loài này được (C.B.Clarke) W.W.Sm. mô tả khoa học đầu tiên năm 1913.